# Cleonymus pentlandi
Cleonymus pentlandi är en stekelart som först beskrevs av Girault 1922.  Cleonymus pentlandi ingår i släktet Cleonymus och familjen puppglanssteklar. Inga underarter finns listade i Catalogue of Life.